# Koningin Astridplein

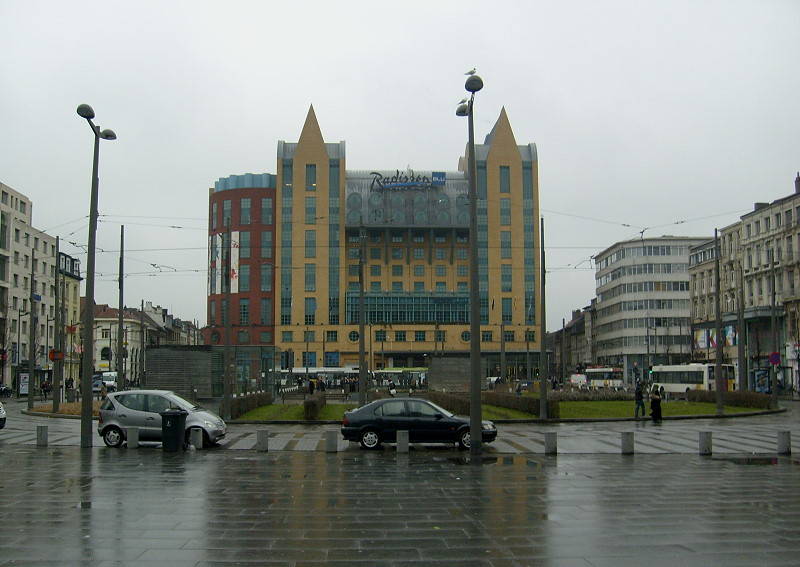
Koningin Astridplein

Der Koningin Astridplein (Königin-Astrid-Platz) ist ein Platz im Zentrum von Antwerpen. An ihm liegen bedeutende Sehenswürdigkeiten, wie der Zoo, der Antwerpener Hauptbahnhof Antwerpen-Centraal und der Koningin Elisabethzaal. 
Auf dem Platz befinden sich zudem einige Hotels, das bekannteste davon ist das Astrid Park Plazahotel.
Der Koningin Astridplein wurde in den vergangenen Jahren umgebaut. Jetzt befindet sich unter dem Platz eine Tiefgarage für Autos und Fahrradabstellplätze. Es gibt auch einen Zugang zu den Metrostationen Astrid und Diamant und dem Hauptbahnhof.
Koordinaten: 51° 13′ 6″ N, 4° 25′ 16″ O